# 桑多梅日城堡

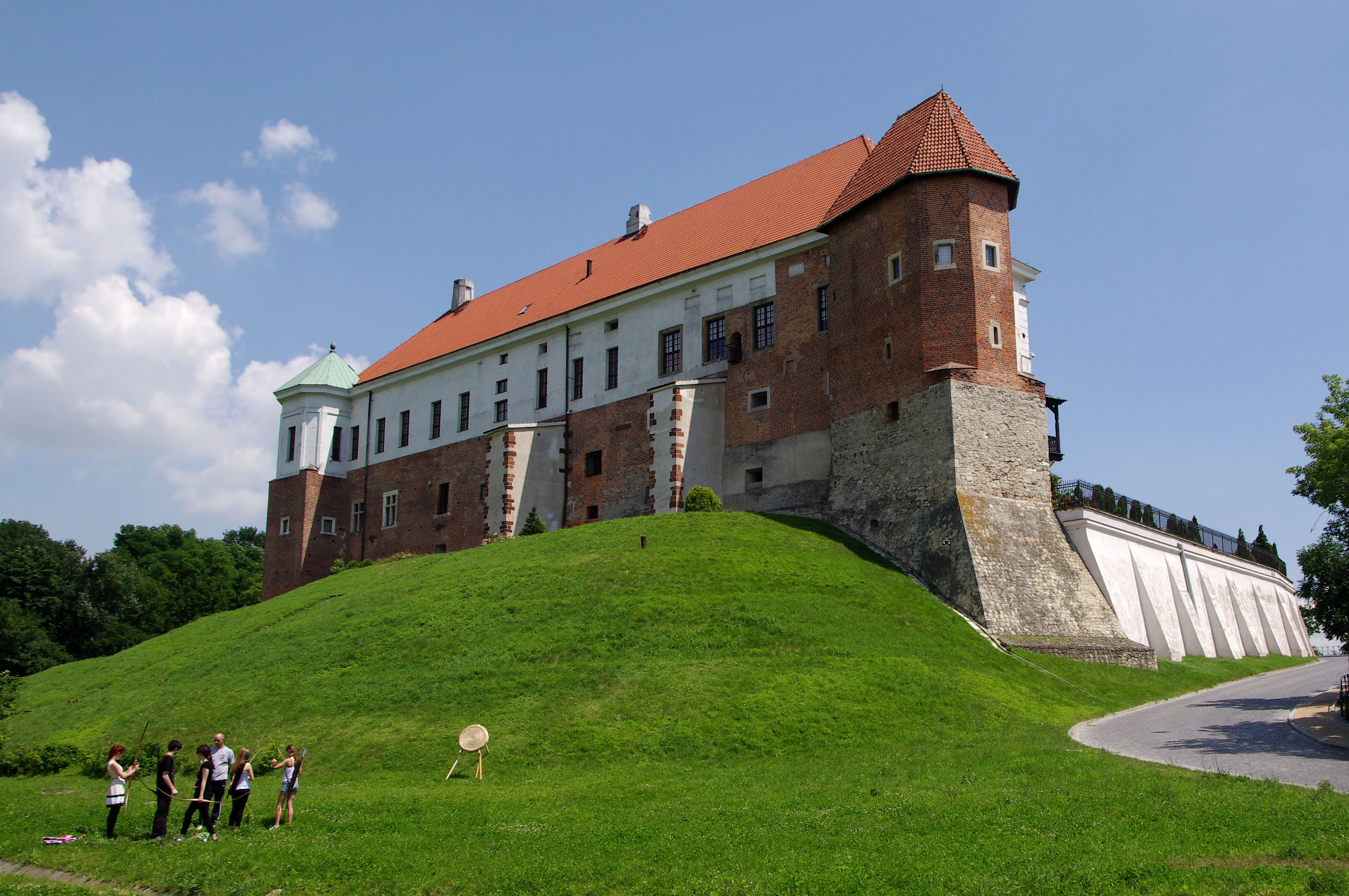
桑多梅日城堡

桑多梅日皇家城堡（Sandomierz Royal Castle）是位於波蘭城市桑多梅日的一座中世紀時期的城堡建築。這座城堡始建於卡齊米日三世時期，並在16世紀擴建。原本的城堡在1656年被毀。後來該城堡被改建為文藝復興風格建築，西翼則是博物館。

## 外部連結
- （波兰語） Muzeum Okręgowe w Sandomierzu

50°40′34″N 21°44′50″E / 50.67611°N 21.74722°E